# Duomo di Desenzano del Garda
La chiesa di Santa Maria Maddalena, conosciuta anche come duomo di Santa Maria Maddalena è una chiesa parrocchiale di Desenzano del Garda, in provincia di Brescia e diocesi di Verona; fa parte del vicariato del Lago Bresciano, precisamente dell'Unità Pastorale Desenzano.

## Storia
Un diploma di Carlomanno di Baviera dell’878 è il primo documento riguardante la pieve di Desenzano. Assieme al castello sono sottoposti all’Abbazia di San Zeno in Verona.

Nella Piae postulatio voluntatis, bolla pontificia di Papa Eugenio III del 1145, la pieve di Desenzano risulta soggetta al Vescovo di Verona assieme alle cappelle ad essa sottoposte.
Dell’antico luogo di culto non è rimasta alcuna traccia a causa della ricostruzione dello stesso alla fine del XV secolo e alla ristrutturazione del 1586.
Dalle visite pastorali di Gian Matteo Giberti, avvenute nella prima metà del Cinquecento, la parrocchia è retta dal bresciano don Valerio Boni, il quale, però, secondo una pratica tipica dell’epoca, affidò la cura d’anime ad altri sacerdoti.

A quei tempi presso il tempio vi erano le Confraternite del Santissimo Sacramento e del Rosario ed esso possedeva sei altari oltre a quello maggiore. La comunità aveva fatto erigere due cappelle in onore dei Santi Vincenzo, Benigno e Anastasio e dei Santi Pietro, Paolo e Andrea.
La chiesa fu consacrata il 6 dicembre, festa di San Nicola, del 1611 dal Vescovo di Verona Alberto Valier. All’epoca aveva otto altari oltre al maggiore: quello della famiglia Pace e quelli dedicati a Sant'Agostino, al Santissimo Rosario, a San Nicola da Tolentino, a San Michele, a Sant'Orsola o Sant'Angela Merici, alla Santissima Trinità e a Santa Caterina d'Alessandria.
Nel 1738 fu aperta la cappella dedicata al Santissimo Sacramento, mentre al 1881 risale quella dedicata alla co-patrona di Desenzano, Sant’Angela Merici.
Tra il 2008 e il 2009 si è intervenuti sul portale d’ingresso e tra il 2010 e il 2011 sulle pareti interne e sulla volta del presbiterio. Tutti progetti dell’architetto Gualtiero Rizzi.

## Descrizione

### Esterno

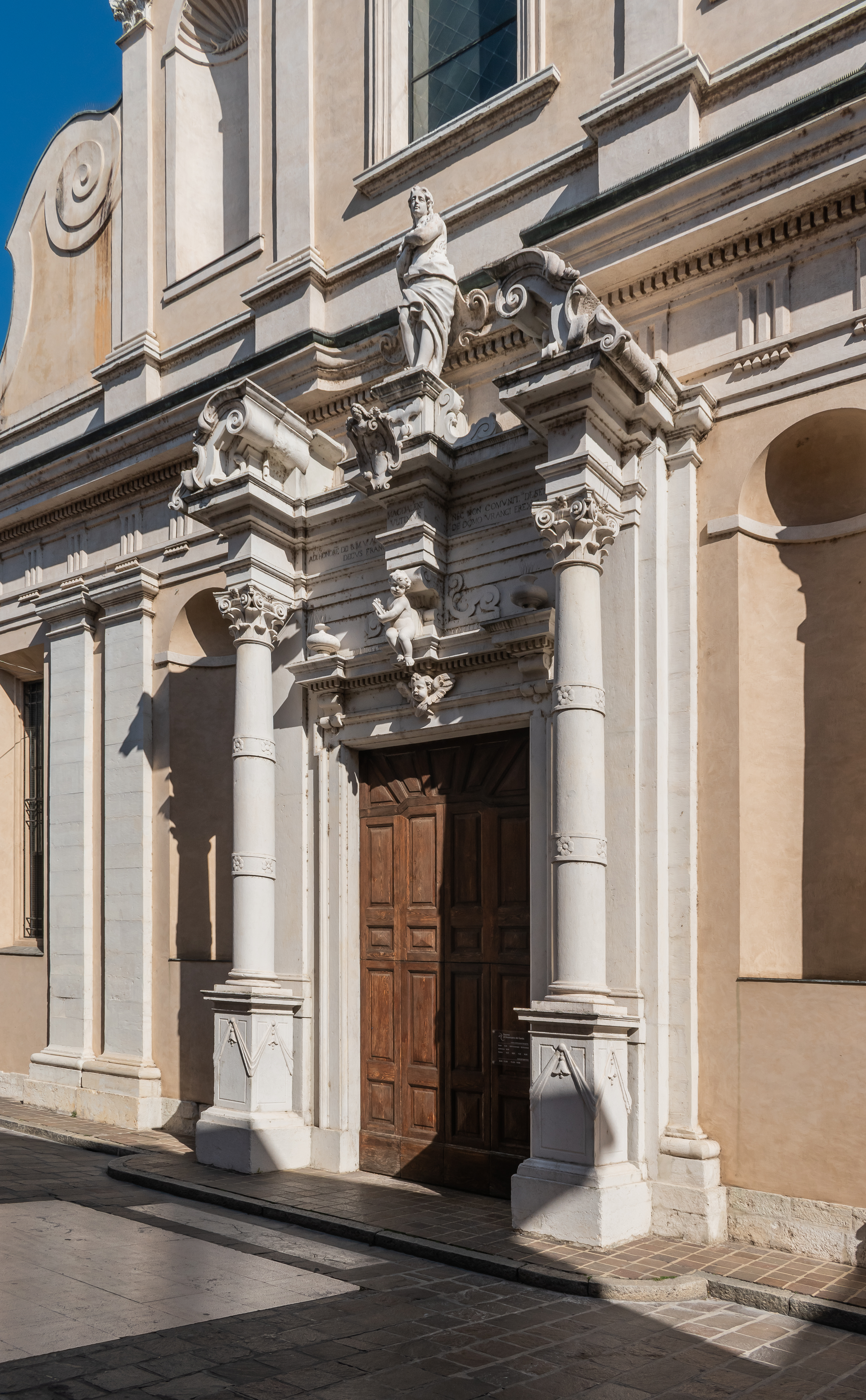
Il portale in facciata.

La facciata a salienti, rivolta ad ovest e in stile barocco, si presenta divisa su due ordini, raccordati da due contrafforti laterali a spirale.
Nell’ordine inferiore vi sono quattro coppie di lesene doriche che sostengono una finta trabeazione a triglifi e metope.
Al centro è presente l’elaborato ingresso principale, datato 1699, che presenta, sull’arco spezzato, una statua raffigurante Santa Maria Maddalena, opera della fine del XVII secolo attribuita a Sante Calegari il Vecchio. Ai lati del portale due nicchie e, ancora oltre, tra due coppie di lesene, due finestroni rettangolari.
Nell’ordine superiore, scandito da quattro lesene corinzie, figura al centro un grande finestrone rettangolare e nicchie vuote ai suoi lati, mentre in alto la facciata è chiusa da un timpano triangolare.

### Interno

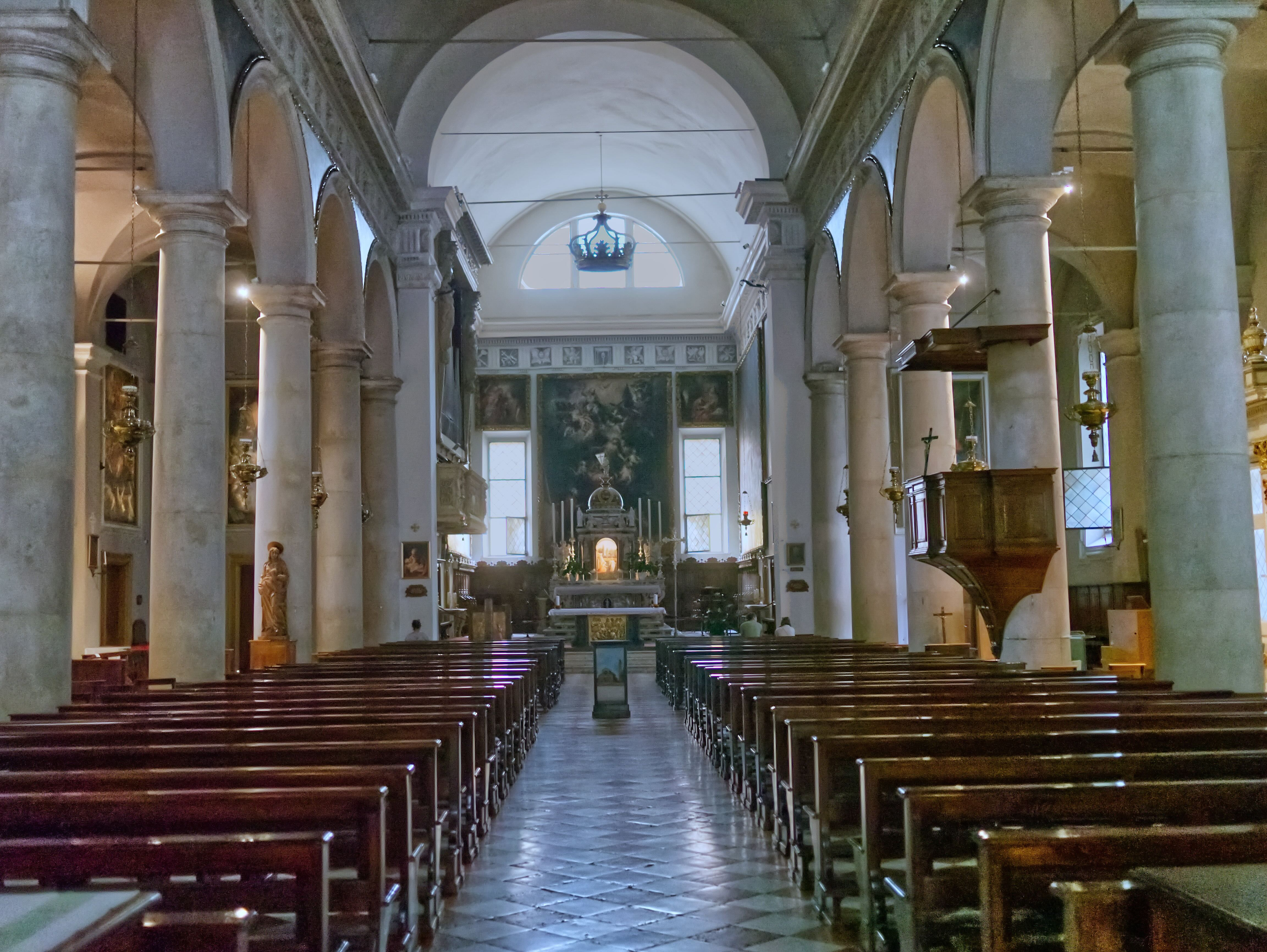
La navata centrale verso il presbiterio.

La chiesa ha una pianta a tre navate, separate ciascuna da una fila di sei colonne in marmo Botticino, con un pavimento in quadrotte alternate in marmo rosso Verona e pietra bianca posate a corsi diagonali. Nelle navate laterali, invece, troviamo riquadri in lastre di nembo rosato.
La navata maggiore presenta una copertura con volta a botte, mentre quelle laterali hanno volte a crociera in corrispondenza delle campate.
La navata centrale presenta un’alta trabeazione con cornice decorata a metope e triglifi, opera di maestri lombardi della fine del XVI secolo, che si sviluppa anche nel presbiterio. La separazione dalle navate laterali è costituita da archi a tutto sesto che sono impostate su colonne doriche.

Le navate laterali presentano lesene in asse con le colonne, su cui sono impostati gli archi in cui sono collocati gli altari minori.
A introdurre la luce naturale nella chiesa sono, oltre ai finestroni in facciata, quelli rettangolari nelle navate laterali e i due, sempre rettangolari, che assieme ad una finestra termale sono nella parete di fondo piatta del presbiterio.
Le navate laterali sono suddivise in sei campate e presentano gli altari minori di San Nicola da Tolentino, della Madonna del Rosario, dei Santi Vincenzo, Benigno e Atanasio in quella sinistra, mentre in quella di destra vi sono gli altari della famiglia Pace, di Sant’Antonio e di San Giuseppe.
Nella navata sinistra si aprono gli ingressi alle due cappelle di Sant’Angela Merici e del Santissimo Sacramento, autonome dal punto di vista spaziale e architettonico.

#### Navata laterale destra
In controfacciata vi è una grande tela, di Andrea Celesti, raffigurante la Resurrezione di Gesù.
Sulla destra rispetto all’ingresso, protetto da una cancellata e sopraelevato di due gradini, vi è il fonte battesimale, seicentesco, ricavato da un unico blocco di marmo. Dietro, sulla parete, una grande pala raffigurante il Battesimo di Gesù, opera del Celesti del 1695.
Segue l’altare della famiglia Pace, costruito nel 1613, con mensa marmorea e ancona in legno intagliato e dorato. Nella cimasa vi è una piccola tela con i Santi Carlo Borromeo, Luigi Gonzaga, Vincenzo Ferreri, San Ludovico e San Placido, le cui reliquie sono presenti presso l’altare. La pala, opera del Bertanza del 1614, raffigura il Redentore che porta la pace all’omonima famiglia.
Di Giovanni Andrea Bertanza è la pala, presente sulla parete, dello scomparso altare di San Michele con San Michele Arcangelo che caccia dal Paradiso gli angeli ribelli.
Il secondo altare, dedicato a Sant’Antonio di Padova, del 1608, fu fatto edificare dal Comune di Desenzano in onore di Angela Merici e di Sant’Orsola, ma, visto che Papa Urbano VIII vietò ogni culto di presunti santi fino alla beatificazione, i lavori furono sospesi nel 1628.
In marmi policromi, barocco, con pala del 1768, opera di Giambettino Cignaroli raffigurante la Beata Angela Merici in gloria con i Santi Antonio di Padova e Luigi Gonzaga, fatta eseguire dal Comune nell’anno della beatificazione della concittadina.
Addossato alla terza colonna è il pulpito in noce seicentesco.
Proseguendo verso il presbiterio vi è l’altare di San Giuseppe, barocco, in marmi policromi, del 1603, con pala raffigurante la Vergine in gloria e i Santi Giuseppe e Giovanni Battista e una tela del Celesti con l’immagine di Santa Caterina d’Alessandria.

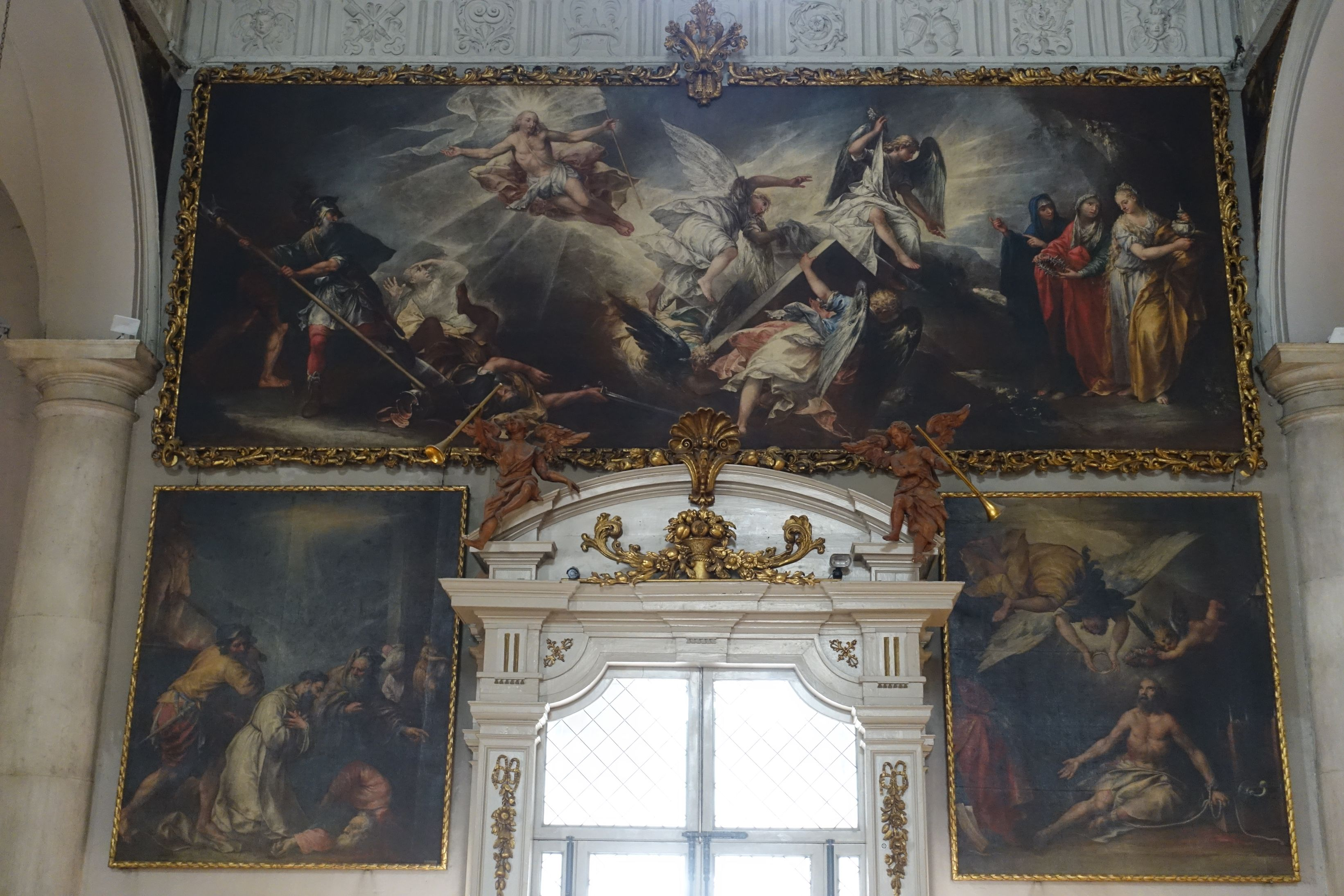
Le opere in controfacciata.
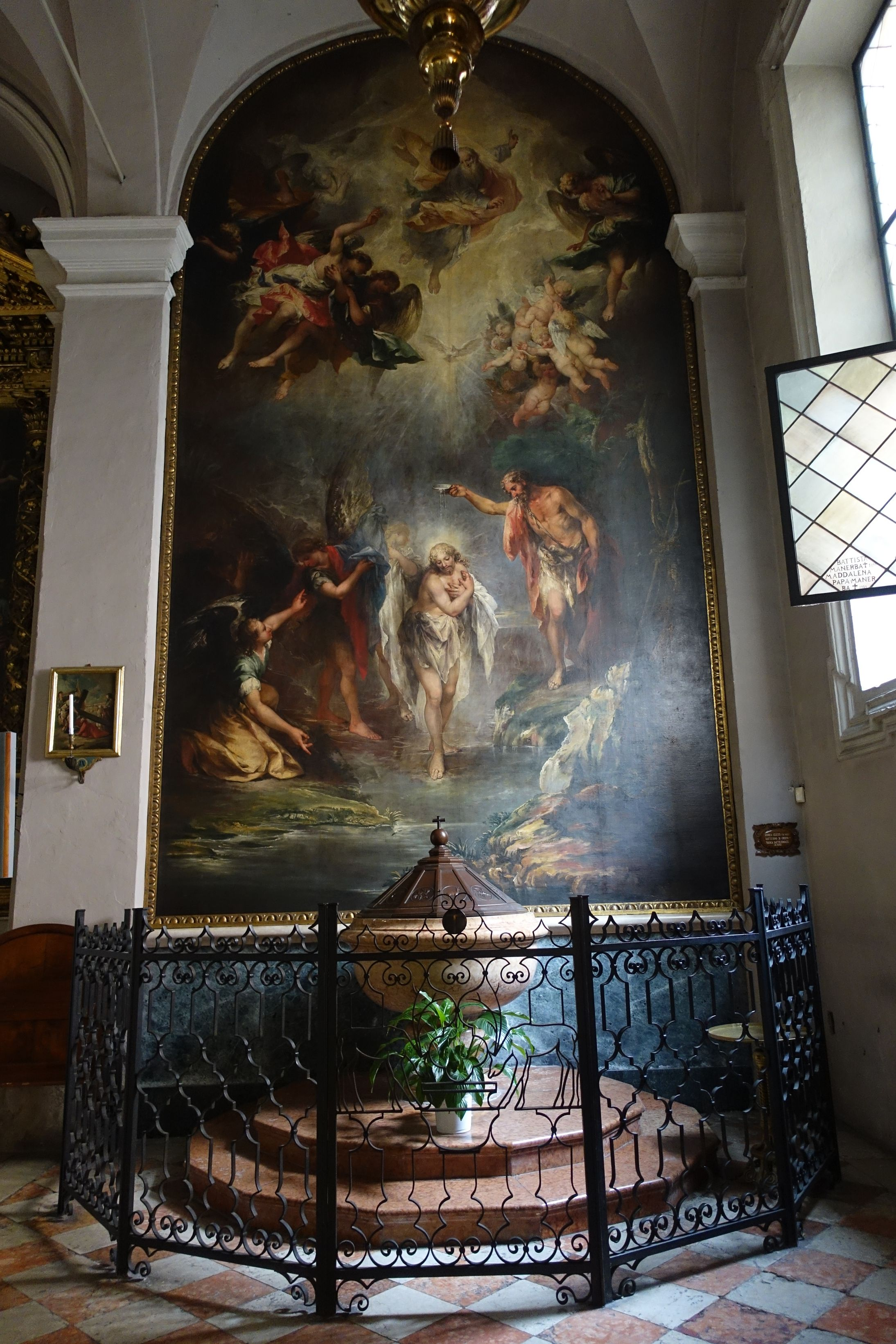
Il fonte battesimale e la pala del Celesti raffigurante il Battesimo di Gesù.
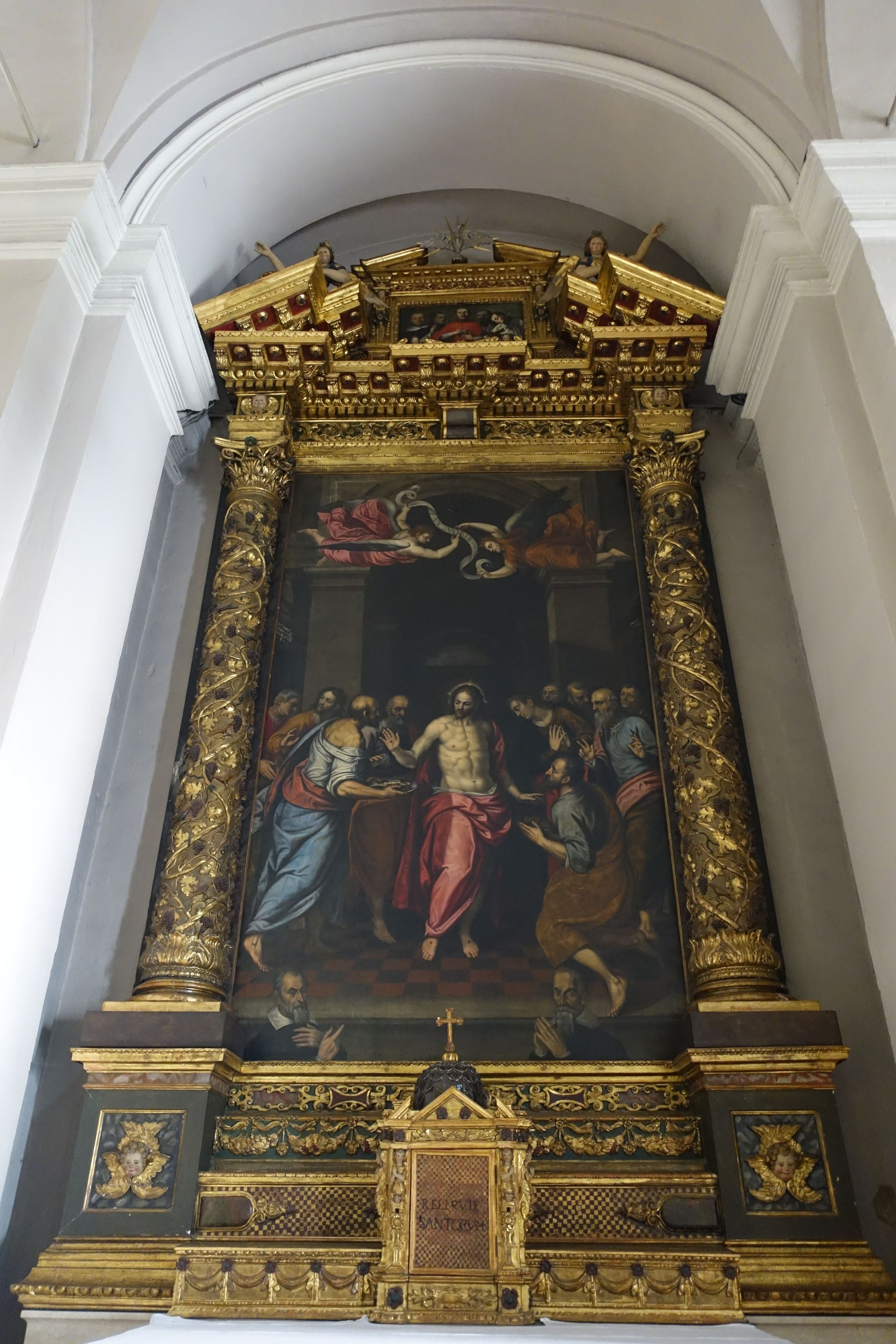
L’altare della famiglia Pace.

#### Navata laterale sinistra
Il primo altare è quello dedicato a San Nicola di Tolentino, in stile barocco, eseguito nel 1610 da Battista Lancino in sostituzione di quello cinquecentesco. La pala in esso collocata è quella del vecchio altare, databile al 1542 ed eseguita dal pittore veronese Donato Zenone, su cui è raffigurato il Padre Eterno benedicente e i Santi Nicola da Tolentino, Pietro e Andrea.
Tra le due grandi cappelle è presente un altare con nicchia in cui è collocato il simulacro della Madonna del Rosario.
Vicino alla quinta colonna è presente la venerata statua lignea di S. Maria Maddalena.
L’altare dei Santi Vincenzo, Benigno e Anastasio fu costruito nel 1885 al posto di quello cinquecentesco, da cui proviene la pala di Donato Zenone, databile agli anni Quaranta del Cinquecento e raffigurante i Santi Vincenzo, Anastasio e Benigno.

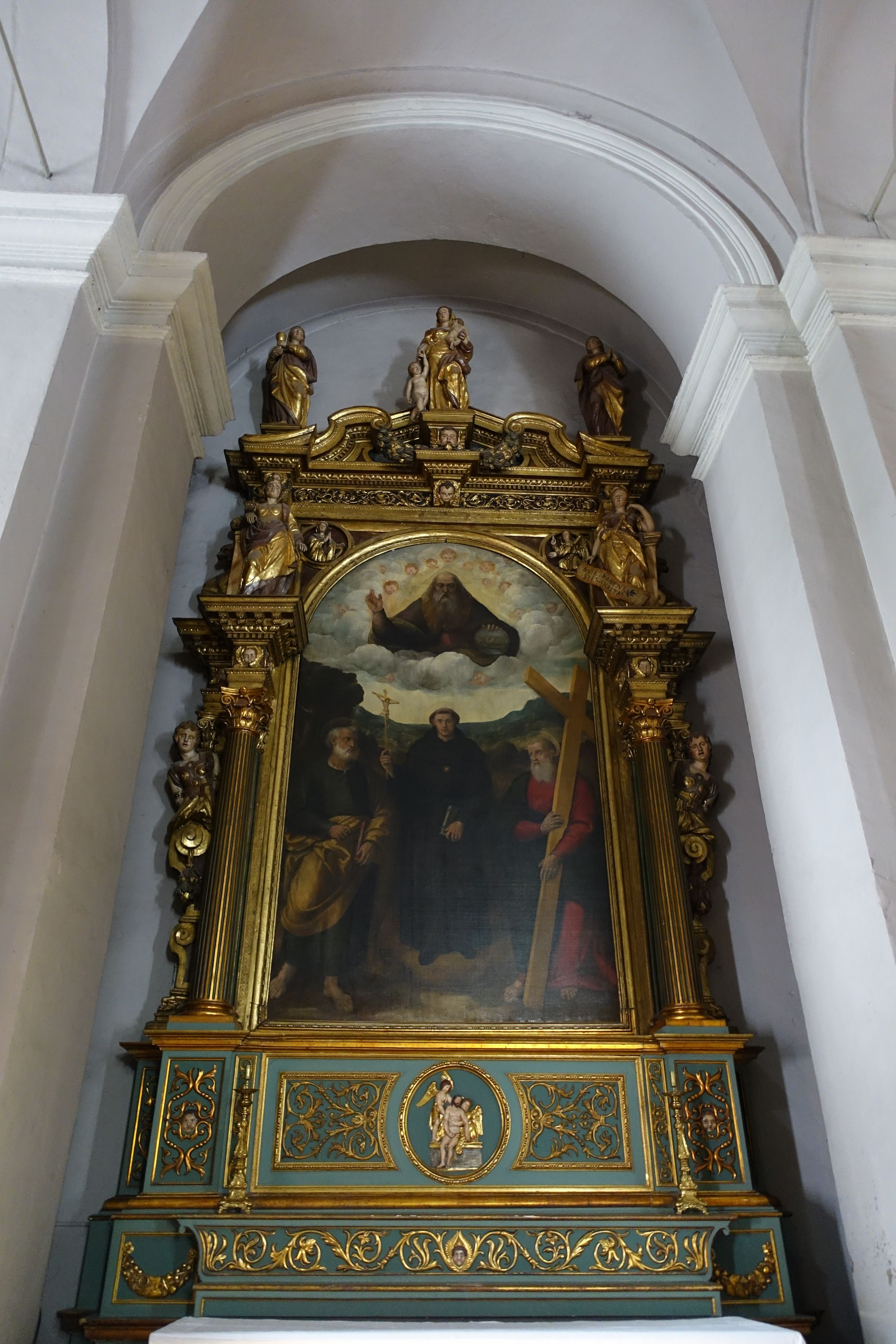
L’altare di San Nicola di Tolentino.
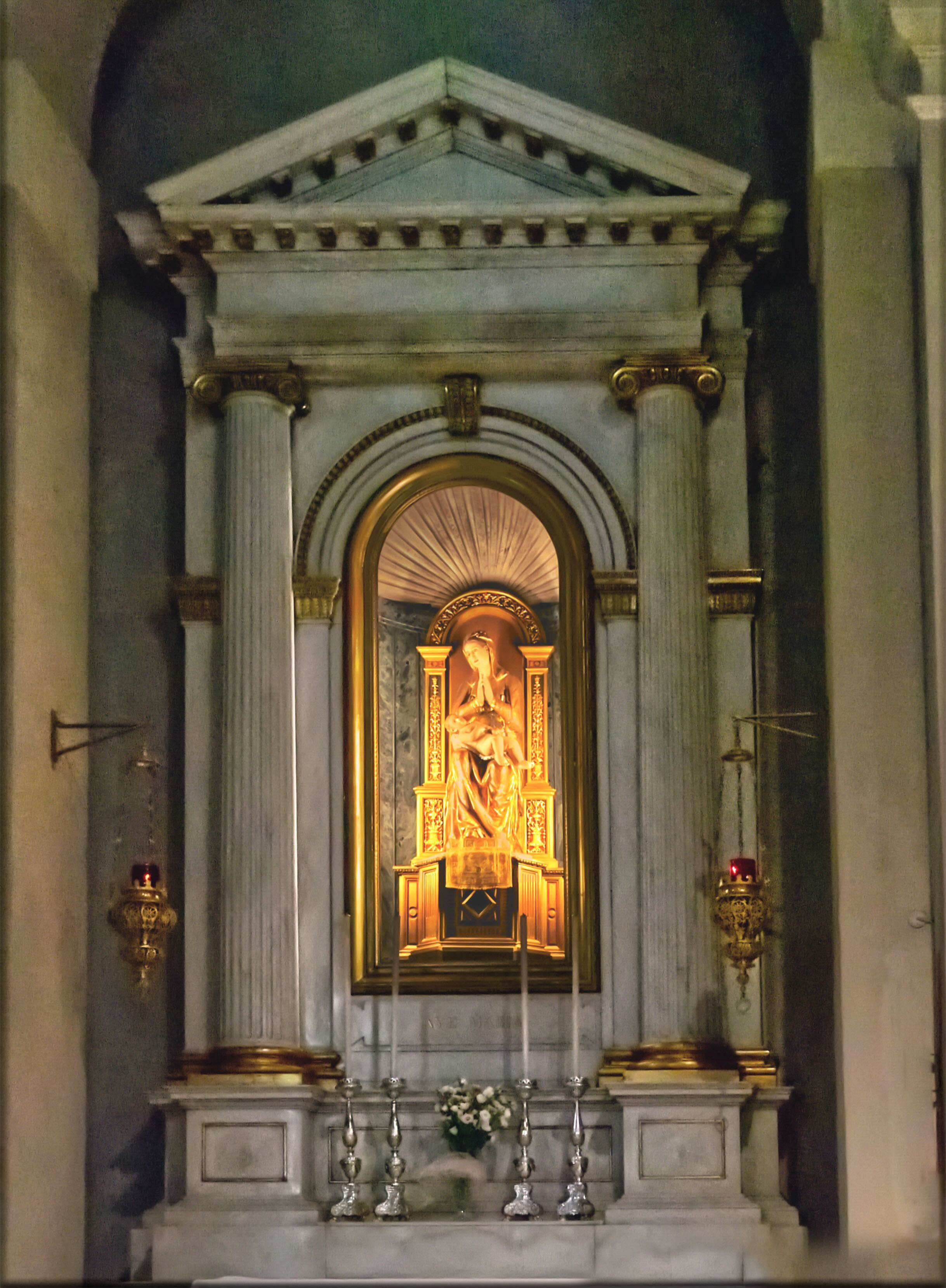
L’altare della Madonna del Rosario.

#### Le cappelle di Sant'Angela Merici e del Santissimo Sacramento
La cappella in onore di Sant’Angela Merici, benedetta nel 1884 dal Cardinale Luigi di Canossa, Vescovo di Verona, presenta un altare in stile neoclassico in marmo bianco con intarsi rosati. Il paliotto è in lamina dorata con medaglione d’argento al centro e angeli a sbalzo sui lati.

La pala, del 1882, eseguita da un certo Seregni, romano, rappresenta la Beata Angela Merici e la visione di Brodazzo. La santa è vestita con l’abito delle Orsoline di Blois, in Francia, per ringraziare per la somma da queste versate per la costruzione della cappella. Sotto la pala l’iscrizione Ora posso aiutarvi e farvi del bene.
All’ingresso della cappella vi sono sei piccole tele con episodi della vita di Sant’Angela Merici, dipinti nel 1834 dal desenzanese Pietro Rizieri: la Famiglia di Sant’Angela, la Visione di Brodazzo, Sant’Angela ricevuta dal Papa Clemente VII, Sant’Angela dal duca Francesco Sforza, il Ritorno di Sant’Angela dalla Terra Santa e la Morte di Sant’Angela.
Anche le vetrate, del 1984, composte dalla bottega veronese del Cavallini, raffigurano la santa a cui è dedicato questo spazio della chiesa.
La seconda grande cappella, più ampia della precedente, è dedicata al Santissimo Sacramento e risale al 1738. A base ottagonale, con pareti scandite da lesene con capitelli compositi e quattro finestre, presenta una cupola circolare.
L’altare barocco, in marmi grigi e brecce rose, presenta una pala con l'Ultima Cena, attribuita a Gian Battista Tiepolo, anche se qualche studioso pensa più al figlio Gian Domenico o a un lavoro eseguito assieme. Potrebbe essere stata dipinta negli anni Quaranta del Settecento, mentre Gian Domenico affrescava la chiesa dei Santi Faustino e Giovita in Brescia.
Nelle nicchie si trovano quattro statue di Lorenzo Muttoni raffiguranti le Virtù cardinali, con la Carità raffigurata due volte, mentre i quattro medaglioni dei pennacchi della cupola e dell’arcata sono del pittore Giorgio Anselmi.
Sopra le nicchie con le statue delle Virtù vi sono altre tele con scene della Passione di Gesù, di autore ignoto, e la pala di Costantino Borti raffigurante Sant'Antonio di Padova, dipinta nel 1775 e arrivata a Desenzano nel 1891 in quanto proveniente dalla demolita chiesa di Sant'Anna dei Bresciani in Roma.

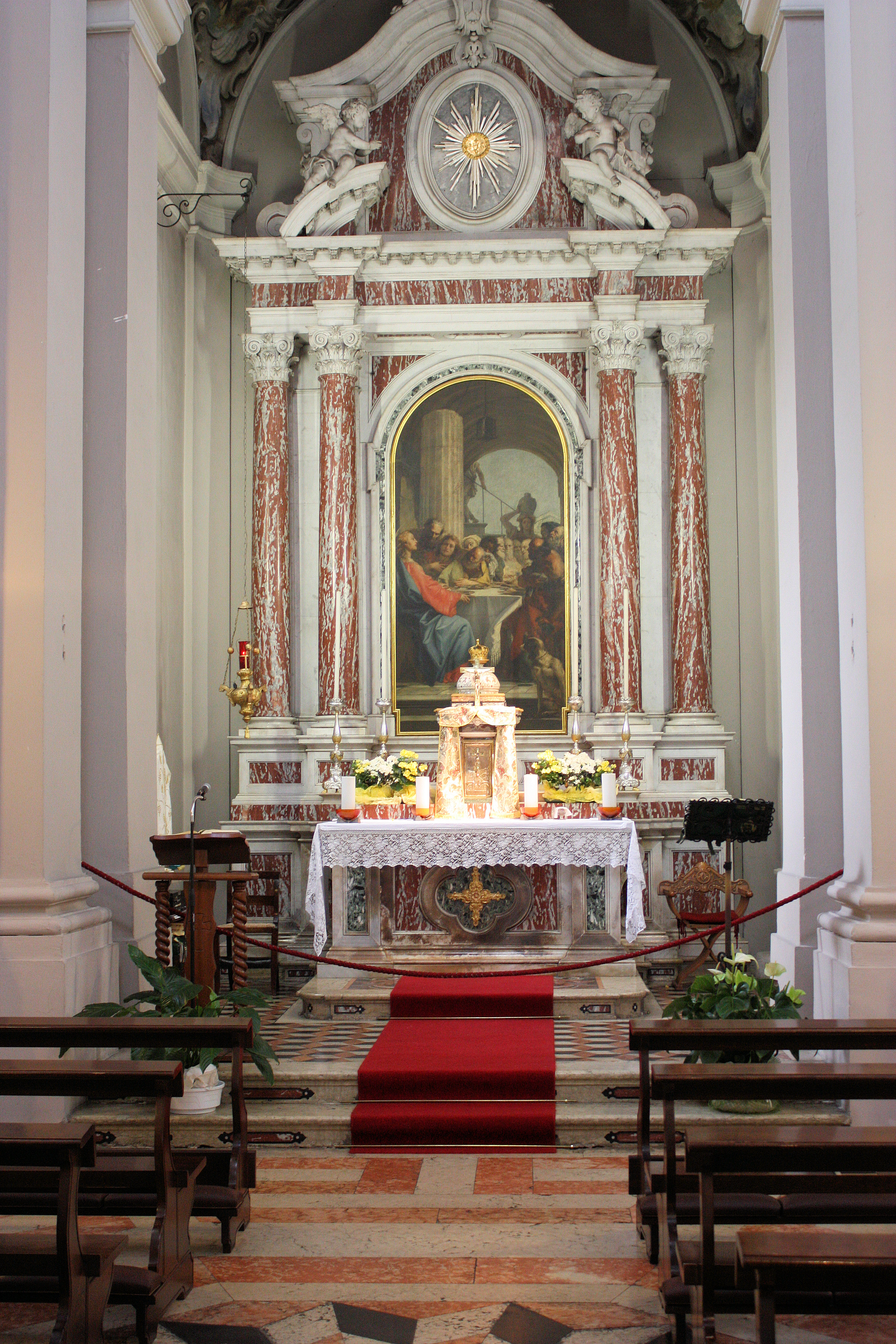
L’altare del Santissimo Sacramento.
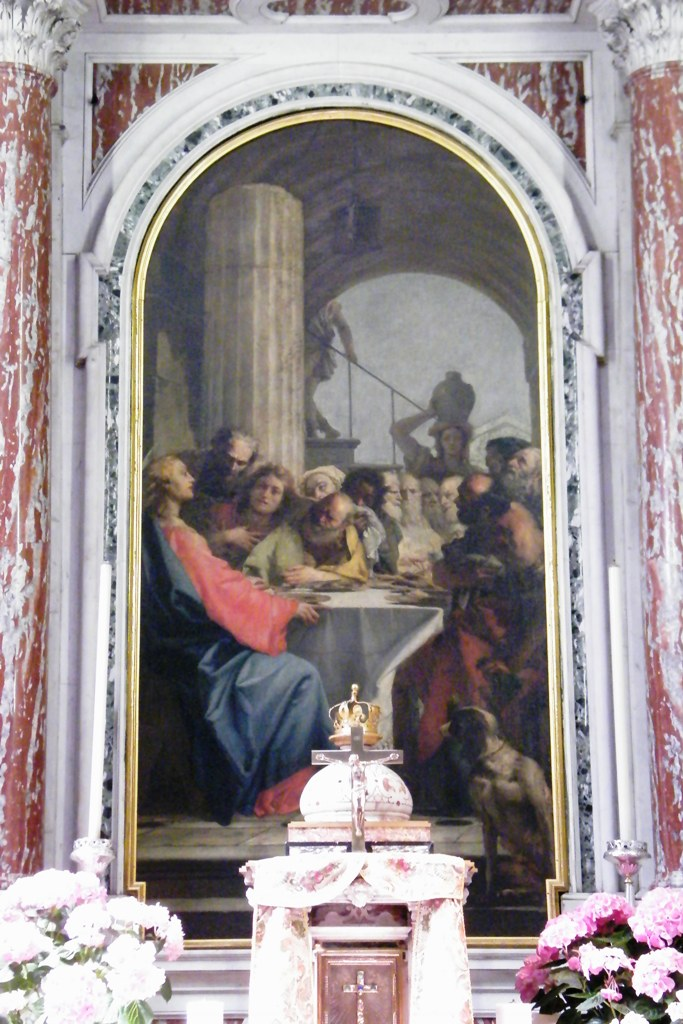
La pala raffigurante L’Ultima Cena.

#### Il presbiterio, il coro e la sacrestia

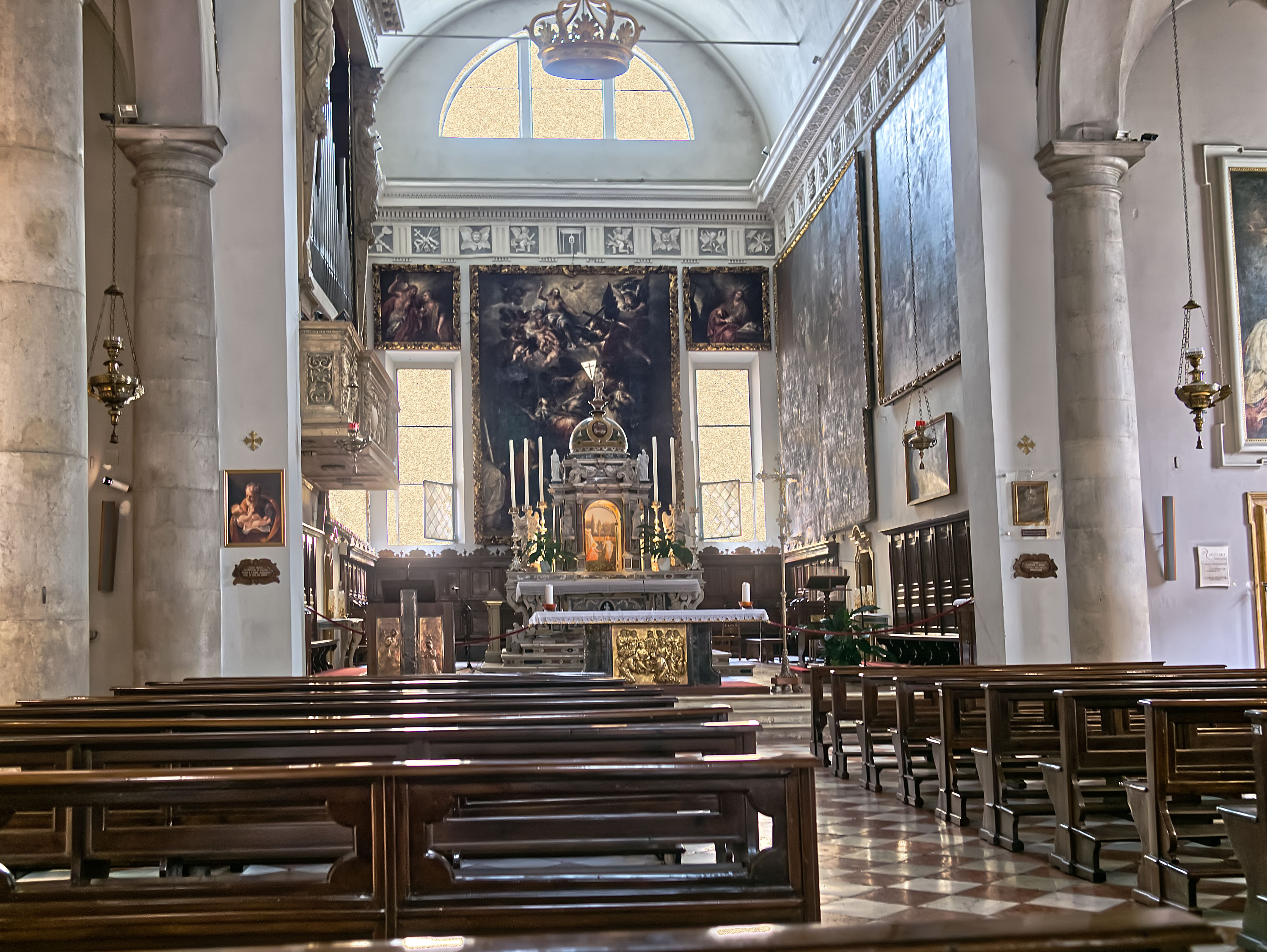
Il presbiterio.

Il presbiterio, a pianta rettangolare, rialzato di tre gradini in pietra bianca, presenta la stessa pavimentazione della navata centrale ed è coperto da una volta a botte.
Esso ha subito dopo il Concilio Vaticano II un intervento di adeguamento liturgico che ha portato a rimuovere le balaustre e a collocare un altare ligneo verso il popolo, un ambone ligneo, avanzato verso la navata maggiore e a sinistra, e la sede, in asse con l’altare.
L’altare maggiore preconciliare, terminato nel 1702 e consacrato nel 1707, marmoreo, presenta due mense con paliotti intarsiati. Quella verso la navata servita per le celebrazioni parrocchiali, mentre l’altra, verso il coro, per le celebrazioni della collegiata.
Da segnalare il tabernacolo a forma di tempietto, con ciborio con cupola rinascimentale su cui è collocata al vertice una statuetta di Cristo Risorto.
Il coro presenta stalli in noce e olivo del tardo Seicento e grandi tele della fine del XVII secolo, opera del pittore Celesti. Al centro vi è la Maddalena penitente, a sinistra la Risurrezione di Lazzaro, a destra la Cena in casa del fariseo, mentre sopra le finestre la Madonna al sepolcro e la Madonna e Cristo Risorto. Vi è anche un’altra tela, di un certo Cambi, allievo del Celesti, raffigurante Santa Cecilia.
La sacrestia è collocata in corrispondenza dell’ultima campata della navata sinistra. In essa vi sono tele del Romanino e di Palma il Giovane. Del primo è il Volto della beata Angela Merici, ritratto subito dopo la morte della santa desenzanese, mentre al secondo sono attribuiti i Misteri del Rosario e la pala, dipinta nel 1610 per il Comune di Desenzano e qui collocata nel 1985, raffigurante la Pietà nella quale è presente anche la beata Angela Merici.

Sempre nella sacrestia trovano posto quattro ovali con raffigurati l'Annunciazione, la Madonna col Bambino, Sant’Antonio di Padova e San Gaetano Thiene. Inoltre, sono presenti due tele con vescovi e un Crocifisso ligneo del XVII secolo.

#### L'organo

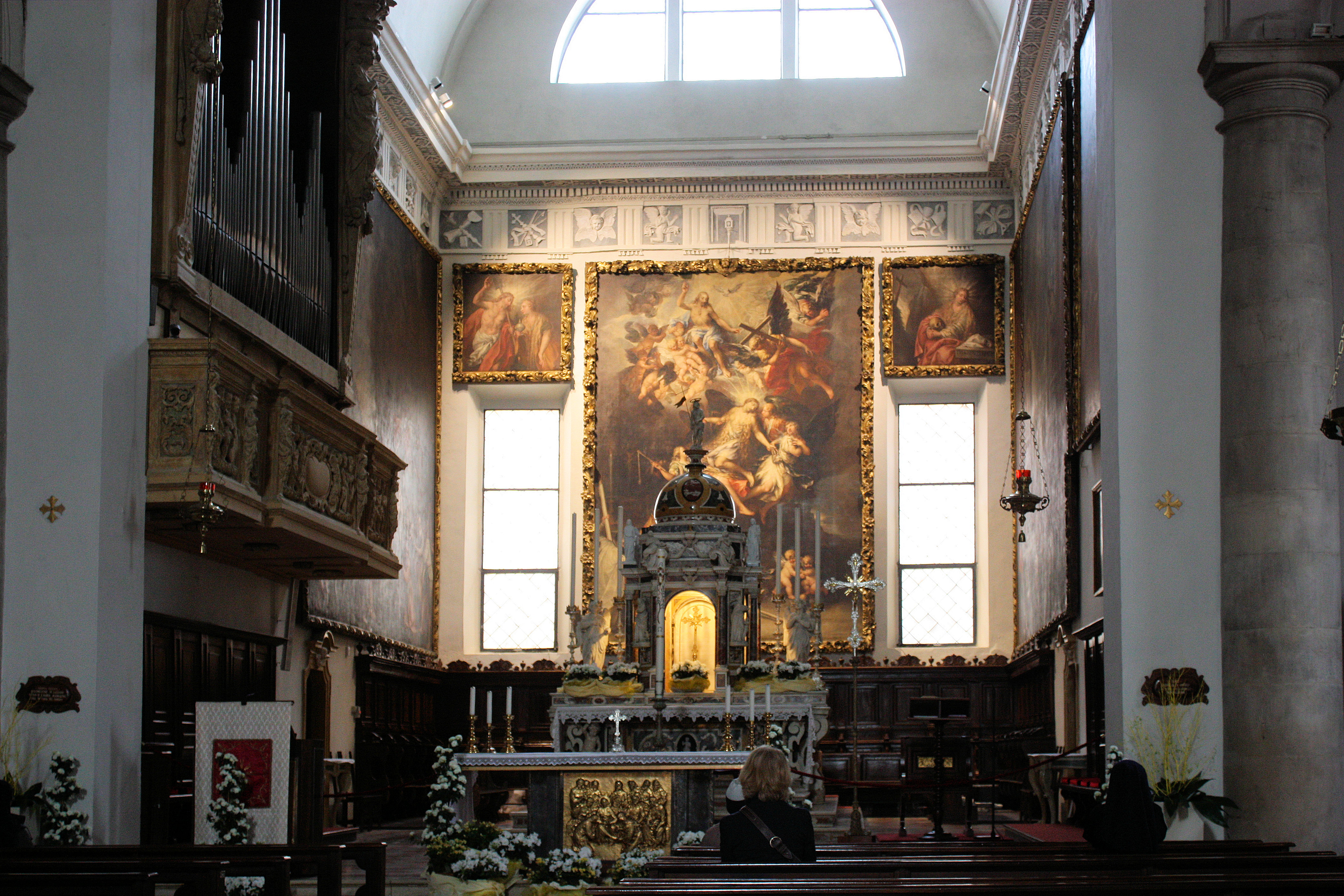
L'organo, sulla cantoria nel presbiterio.

Su una cantoria nel presbiterio, in Cornu Evangelii, è collocato un organo, l'opus 433 dei Fratelli Serassi, costruito tra il 1835 e il 1843. Nel 2014 è stato restaurato e parzialmente ricostruito da Marco Fratti.
Presenta ancora parte delle canne degli strumenti costruiti precedentemente da Matteo Cardinali (1635) e Giuseppe Bonatti (1710), mentre la cassa lignea, con bassorilievi e modanature del XVII secolo, risalenti al primo organo, sono probabile opera dello scultore bresciano Antonio Montanino.
Sia la cassa sia la cantoria sono state restaurate nel 2013 rispettivamente da Stefano Marzano e Pierpaolo Cristani.
L’organo, a trasmissione meccanica, possiede due tastiere di 58 tasti, con una pedaliera ricostruita con 22 tasti a leggio.

## Campanile

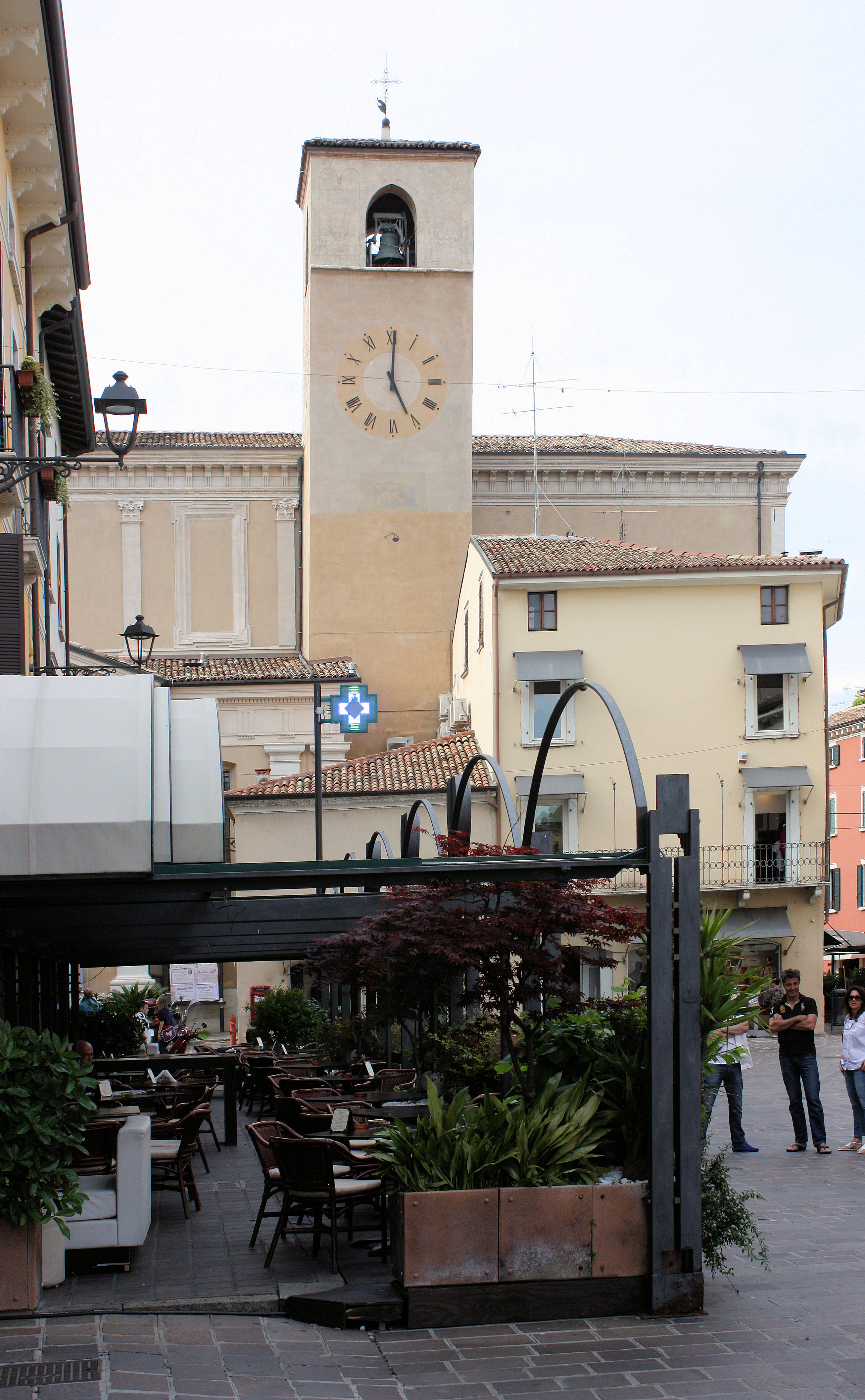
Il campanile.

Il campanile, addossato alla parete sinistra della chiesa e in parte inglobato in essa, ha pianta quadrangolare con fusto intonacato di colore beige chiaro.

La cella campanaria è in stile romanico, con una monofora a sesto acuto per lato.
La copertura è a quattro falde in coppi di laterizio, su cui svetta una Croce metallica con banderuola segnavento.